# Pachnobia rybatchiensis
Pachnobia rybatchiensis là một loài bướm đêm trong họ Noctuidae.